# محمد أبو الحسن
محمد أبو الحسن عبد الله (19 يوليو 1937 - 8 يونيو 2014)، فنان كوميدي مصري، ولد في القاهرة وتخرج من كلية الزراعة في العام 1960 وعمل مهندساً زراعيا في مديرية التحرير، ثم عُيِّن في التلفزيون وتخصص في برامج الأطفال، كما عمل في الإخراج والتمثيل. شارك مع الممثل فؤاد المهندس في عدة أعمال سنيمائية ومسرحية. خف نجم محمد أبو الحسن بعد مرضه حيث لم يستطع إكمال سيرته الفنية بعدما أهمله المنتجون و المخرجون ويعد أبو الحسن من الممثلين الكوميديين المصنفين في خانة اللطفاء حيث كانت له نبرة صوت معروفة.
توفي يوم السبت، 7 يونيو/ حزيران 2014 إثر أزمة قلبية أصابته بمنزله.

## الأعمال الفنية

### مسلسلات
| - الشركة:2012 - الحلنجي:2012 - ابن النظام:2012 - نص أنا نص هو:2010-ضيف شرف - نعم ما زلت آنسة:2010 - راجل وست ستات (ج4):2009 - الدنيا لونها بمبي:2009 - حضرة الضابط أخي:2009-ضيف الحلقات - الوتر المشدود:2009 - الفاضي يعمل إيه:2008 - شط إسكندرية:2008 - راسين في الحلال:2008 | - عاليها واطيها:2008 - العيادة (ج1):2008 - حمد الله على السلامة:2007 - سفير النوايا الحسنة:2007 - حاسبوا منه:2007 - أصعب قرار:2006 - الظاهر بيبرس:2005 - أوراق مصرية (ج3):2004 - حدث في الهرم:2004 - المسحراتي:2003 - البحث عن شمندل:2001 - ملكة من الجنوب:2001 | - خالف تعرف:2001 - الخير ينتصر أحيانا:2001 - والله ما أنا ساكت:2000 - ألف ليلة وليلة (ضوء المكان وبدر التمام):2000 - ميم تربيع:2000 - كل ده كان ليه:2000 - شباب طاقق جدا:1999 - آمال وأقدار:1999 - موال الحب والغضب:1999 - حرث الدنيا:1999 - الجانب الآخر:1998 - طيور النورس:1998 | - شباب رايق جدا:1998-أسطى فرغلي - أيام الضحك والدموع:1998 - شقلباظ:1998 - مرفوع مؤقتا من الخدمة:1997-هاموش - المال والبنون (ج1) :1992-أمين السجل - ألف ليلة وليلة:1992 - مملوك في الحارة:1991 - ألف ليلة وليلة:1991 - الوسية:1990 - أهلا يا جدو العزيز:1989 - المحطة الأخيرة:1989 - محمد رسول الله (ج4):1984 | - عيون:1980-السفرجي هاشم - الورثة المحترمون:1980-رشدي - نجم الموسم:1977 - ماشي يا دنيا ماشي:1977 - هروب:1976 - ضحكة كل يوم - عفوا هذا حقي - حدود الله - كان يا ماكنشي - في المرآة - زهور تتفتح |

1992 المال والبنون الحزء الأول ( امين السجل )

### أفلام
| - صرخة نملة:2011-ضيف شرف - الديكتاتور:2009 - كاريوكى:2008-صاحب كافيه بالمول - في محطة مصر:2006-عمدة البلد - خيال العاشق:1997 - رجال بلا ثمن:1993 - خلي بالك من عزوز:1992-مفتاح - مجانين على الطريق:1991 | - شاويش نص الليل:1991-حنفي - مجرم رغم أنفه:1991 - نص دسته مجانين:1991-عادل الرسام - الطعنة:1987 - دورية نص الليل:1986 - الداهية:1986-على جينتل - إلى من يهمه الأمر:1985 - رجب الوحش:1985 | - قضية عم أحمد:1985-اسماعيل - صاحب الإدارة بواب العمارة:1985-حسين - انهم يقتلون الشرفاء:1984 - الطماعين:1984 - البرنس:1984-وكيل النيابة - غريب ولد عجيب:1983-مانولي - المتشردان:1983 - حسن بيه الغلبان:1982 | - 4-2-4: 1981-شمعها الجزمجى - وقيدت ضد مجهول:1981 - سطوحي فوق الشجرة:1980 - مخيمر دايما جاهز:1980 - يمهل ولا يهمل:1979 - رجال لا يعرفون الحب:1979 - إمرأه بلا قيد:1978 - بائع العصافير |

### مسرحيات
| - أسعد سعيد في العالم:2007-أسعد سعيد - ريا وسكينة في مارينا:2006 - رقص الديوك:1998 - على قشر موز:1994 - رصاصة في الكلب لولو:1993 - نقول إيه:1991-الوزير - شغال آخر زمن:1990 - ليله مزيكا:1990 - خمس نجوم:1990 - أزمة حمزة:1988-الاستاذ سكر - هات وخد:1985 - عمدة الحلاقين:1985 | - المتزوجون:1981-عصمت البلابيشي (في العروض الأولى) - من يضحك أخيرا:1980 - دبابيس:1980 - سك على بناتك:1980-حنفي (بعد اعتذار أسامة عباس) - حاول تفهم يا ذكي:1979 - من أجل حفنة نساء:1974 | - حاجه تلخبط:1970 - لعب عيال أوي - مصيدة المجانين - حالة طوارئ - جنان في جنان - في بيتنا حسنين:-مستكه |

### أخرى
| - مسلسل إذاعي: حمزة وفتحية على 900: 2010 - فوازير: العيال اتجننت: 1999-ضيف شرف - مسلسل إذاعي: وبكرة ياما نشوف: 1999 - مسلسل إذاعي: مين ولا مين: 1998 - فوازير: جيران الهنا: 1997-ضيف الشرف | - فوازير: عالم ورق ورق ورق: 1990 - فيلم قصير: السايس: 1989 - فوازير: فطوطة (الأفلام):1983 - مسلسل إذاعي: خروف رؤوف - مسلسل إذاعي: بلاغ كاذب | - سهرة تليفزيونية: حكاية مغاوري - سهرة تليفزيونية: الشيخ شيخة - سهرة تليفزيونية: يوميات امرأة عاملة - مسلسل إذاعي: البحث عن شمندل-شمندل - مسلسل إذاعي: إوعى لعقلك |

## روابط خارجية
- محمد أبو الحسن على موقع الدهليز
- محمد أبو الحسن على موقع قاعدة بيانات الأفلام العربية